# Coliseum (Getafe)
El Coliseum és l'estadi del Getafe CF. Es troba a Getafe (Comunitat de Madrid), al barri de Getafe Nord.
Fins a l'octubre de 2023 l'estadi va portar el nom del jugador de futbol, Alfonso Pérez Muñoz. Paradoxalment Alfonso mai va arribar a militar en el Getafe Club de Futbol, ni va arribar si més no a enfrontar-se a aquest equip, ni ha jugat mai en el seu estadi; però és natural de la ciutat de Getafe, sent probablement el jugador de futbol més famós que haja donat aquesta localitat. A més el 1998, quan es va construir l'estadi, es trobava en el punt àlgid de la seua carrera.
L'estadi es va construir el 1998 i actualment, després de diverses ampliacions té una capacitat de 16.000 persones, amb una assistència mitjana d'aproximadament 10.000 persones. Les graderies nord i est s'assenten sobre uns petits turons naturals. A la graderia oest s'ha instal·lat recentment un sostre que cobreix quasi la totalitat de les mateixes amb la finalitat d'evitar les inclemències del temps. En l'estadi s'han disputat diversos partits amistosos entre seleccions nacionals de futbol.
L'anterior camp del Getafe es deia Estadio de las Margaritas (Estadi de les Margarides en català).